# Legge del prezzo unico
La legge del prezzo unico in economia è nata per spiegare l'effetto delle transazioni internazionali nei singoli paesi; essa afferma che, in assenza di barriere commerciali (costi di trasporto, dazi doganali, ecc.) tra paesi in condizioni di concorrenza perfetta (una economia con prezzi in grado di variare liberamente in funzione della domanda ed offerta, assunte elastiche), se i prezzi di uno stesso bene di due paesi diversi vengono confrontati riportandoli entrambi nei termini di una stessa valuta, allora quei prezzi, in equilibrio, dovranno uguagliarsi. Laddove E è il tasso di cambio , {\displaystyle {P_{Y}}_{1}} è il prezzo del bene Y nel paese 1 e {\displaystyle {P_{Y}}_{2}} è il prezzo del bene Y nel paese 2, allora si può scrivere:
{\displaystyle \ E{P_{Y}}_{1}={P_{Y}}_{2}}.
Quando si dovesse verificare un aumento del prezzo del bene nel paese 1, allora calerà la domanda di quel bene e il suo prezzo (che in questo caso non è sticky, vischioso) scenderà fino a quando non andrà ad eguagliare, in equilibrio, il prezzo del bene all'interno del paese 2 (sempre riportando i prezzi nei termini di una stessa valuta). 
Dato che la legge del prezzo unico richiede troppe condizioni difficilmente riscontrabili nella realtà empirica, è stata formulata una teoria detta teoria della parità dei poteri di acquisto secondo la quale a modificarsi non sono i prezzi dei beni nei singoli paesi ma il tasso di cambio (ossia il prezzo delle divise).